# سیارک ۹۳۱

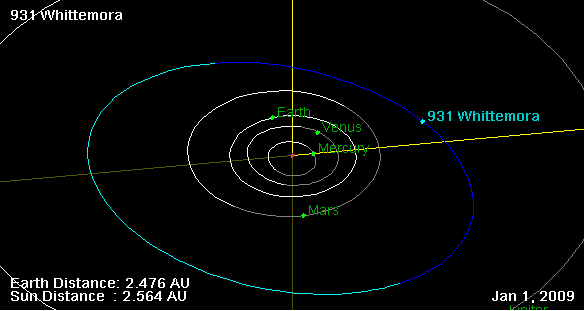
نمایی از محل قرارگیری سیارک ۹۳۱ در مدار – ۲۰۰۹

سیارک ۹۳۱ (به انگلیسی: 931 Whittemora، نامگذاری:1920GU) نهصد و سی و یکمین سیارک کشف شده‌است که در ۱۹ مارس ۱۹۲۰ و در الجزیره کشف شد.
قدر مطلق سیارک برابر ۹٫۲۶ است.